# Jaroslav Lešetický
Jaroslav Lešetický (5. srpna 1866 Písek – 6. října 1936 Praha-Královské Vinohrady) byl český filatelista. Byl zaměstnán na ministerstvu pošt a telegrafů a měl na starost dohled nad výrobou prvních československých známek. Inicioval vydání přetištěných rakouských a uherských známek. Přispíval do mnoha filatelistických časopisů a působil i jako znalec.

## Vliv na výrobu známek
Lešetický byl jedním z iniciátorů vzniku prvních československých známek. Jako zaměstnanec ministerstva dohlížel na tisk přímo v tiskárně. Některé vzorky typografických vad, místo aby byly zničeny, byly zaměstnanci odcizeny – svůj vliv zde uplatnil i Jaroslav Šula, předseda spolku filatelistů – a za účelem dalšího prodeje skončily u prodejců známek.
Na jeho popud byly také stažené rakouské a uherské známky opatřeny přetiskem „Pošta československá 1919“ a na krátký čas na přelomu let 1919-20 vraceny do oběhu.
Vydání těchto známek bylo široce kritizováno, v té době již bylo k dispozici dostatek nových známek, a zapojení Lešetického lze hodnotit jako střet zájmů mezi poštovním provozem a filatelií. Spekuluje se, že nechal vyrobit některé unikátní známky pro vlastní potřebu a prodej.

## Publikační činnost
Přispíval do mnoha filatelistických časopisů, časopis Český filatelista i spoluzakládal. Napsal i několik monografií. Na sklonku života byl znalcem v oboru filatelie, ale jeho působení bylo kontroverzní a dokonce se od něj distancoval časopis Tribuna filatelistů.